# Ндиайе, Пап-Альюн
Пап-Альюн Ндиайе (фр. Pape-Alioune Ndiaye; род. 4 февраля 1998, Нантер) — французский футболист, защитник казахстанского клуба «Тобол».

## Биография
Родился во Франции в семье выходцев из Сенегала. Футбольный путь начал в молодёжной академии французского «Валансьена», в котором занимался с 2013 по 2016 год. Затем переехал в Италию, с мая по июнь 2016 выступал за юношескую команду итальянской «Болоньи», однако вскоре оказался в стане «Бари», где выступал до августа 2017 года.
В начале августа 2017 заключил контракт с испанским клубом «Лорка Депортива». Команда выступала в Сегунда Дивизионе Б (третьем по силе дивизионе страны). Дебютировал в данном турнире 20 августа 2017 года в проигранном выездном поединке первого тура против второй команды «Реал Бетис» (1:4). Пап вышел на поле в стартовом составе и отыграл весь матч. Единственным голом за «Лорку» отличился 5 ноября 2017 в конце домашнего поединка 13-го тура чемпионата против «Депортиво Сан-Фернандо» (2:4). Ндиайе тогда вышел на поле на 46-й минуте, заменив Пели. В составе испанского клуба в Сегунда Дивизионе Б сыграл 13 матчей (1 гол), ещё 2 матча он сыграл в Кубке Испании.
3 сентября 2019 года стало известно о подписании двухлетнего контракта Ндиайе с полтавской «Ворсклой». Ндиайе стал первым французским футболистом в истории клуба, кроме этого, француз стал самым высоким футболистом Премьер-лиги Украины. Дебют новичка в чемпионате Украины состоялся 14 сентября 2019 года в матче против львовских «Карпат» (1:2). Главный тренер полтавчан Виталий Косовский выпустил Ндиайе в конце матча в качестве замены Тодору Петровичу.

## Достижения
«Ворскла»
- Финалист Кубка Украины: 2019/20

«Тобол» Костанай
- Обладатель Суперкубка Казахстана: 2024

## Клубная статистика
| Клуб             | Сезон            | Лига | Лига | Кубок | Кубок | Всего | Всего |
| Клуб             | Сезон            | Игры | Голы | Игры  | Голы  | Игры  | Голы  |
| ---------------- | ---------------- | ---- | ---- | ----- | ----- | ----- | ----- |
| Лорка Депортива  | 2017/18          | 13   | 1    | 2     | 0     | 15    | 1     |
| Лорка Депортива  | Итого            | 13   | 1    | 2     | 0     | 15    | 1     |
| Ворскла          | 2019/20          | 10   | 0    | 3     | 0     | 13    | 0     |
| Ворскла          | 2020/21          | 25   | 0    | 2     | 0     | 27    | 0     |
| Ворскла          | Итого            | 35   | 0    | 5     | 0     | 40    | 0     |
| Райндорф Альтах  | 2021/22          | 16   | 0    | 0     | 0     | 16    | 0     |
| Райндорф Альтах  | Итого            | 16   | 0    | 0     | 0     | 16    | 0     |
| Всего за карьеру | Всего за карьеру | 64   | 1    | 7     | 0     | 71    | 1     |